# Gnidia deserticola
Gnidia deserticola är en tibastväxtart som beskrevs av Ernest Friedrich Gilg. Gnidia deserticola ingår i släktet Gnidia och familjen tibastväxter. Inga underarter finns listade i Catalogue of Life.